# Одуванчик осенний
Одува́нчик осе́нний, или Крым-сагы́з (лат. Taraxacum hybernum) — вид многолетних травянистых растений рода Одуванчик семейства Астровые (Asteraceae), каучуконос.
Вид распространён в Южной Европе на Балканах и в Крыму.
Растение неприхотливо к условиям освещённости и к почве, может произрастать на засолённых участках.

## Описание
Высота растения достигает 20 см.
Листья продольно ланцетные, собраны у основания или в прикорневую розетку.
Цветки желтого цвета собраны в одну корзинку, размещённую на вершине прямостоячего полого стебля. В растении содержится сок белого цвета.

## Использование
Молодые цветки могут быть использованы в пищу. Высушенные растения целиком (включая корни) или только их цветки используются для заваривания чая. Высушенные и обжаренные корни иногда служили заменителем кофе.
Корни растения, содержащие до 7 % млечного сока, могут служить источником заменителя натурального каучука. По этой причине этот вид наравне с другим видом одуванчика Taraxacum kok-saghyz культивировался в СССР, но с широким появлением синтетических материалов это свойство растения утратило своё практическое значение.